# Itoigawa
Itoigawa (糸魚川市 Itoigawa-shi?) es una ciudad en la prefectura de Niigata, Japón, localizada en la parte centro-oeste de la isla de Honshū, en la región de Chūbu. El 1 de marzo de 2021 tenía una población estimada de 40 200 habitantes y una densidad de población de 54 personas por km².

## Geografía
Itoigawa se encuentra en el extremo suroeste de la prefectura de Niigata, limitando con el mar de Japón al norte, la prefectura de Nagano al sur y la prefectura de Toyama al oeste. Partes de la ciudad se encuentran dentro de los límites del parque nacional Chūbu-Sangaku o del parque nacional Myōkō-Togakushi Renzan. Itoigawa también es famosa por su jade que se puede encontrar en las playas locales.

## Historia
El área de la actual Itoigawa era parte de la antigua provincia de Echigo. Históricamente, Itoigawa se encuentra al final del shio no michi (camino de la sal) que suministraba sal desde el mar de Japón a Edo a través de la provincia de Shinano. Durante el período Edo, Itoigawa fue la ciudad del castillo para el dominio de Itoigawa. Después de la restauración Meiji y con el establecimiento del sistema de municipios el 1 de abril de 1889, Itoigawa se convirtió en un pueblo dentro del distrito de Nishikubiki. La ciudad moderna fue creada el 1 de junio de 1954. El 1 de abril de 2005, los pueblos de Nō y Ōmi (ambos del distrito de Nishikubiki) se fusionaron con Itoigawa.

## Demografía
Según los datos del censo japonés, la población de Itoigawa ha disminuido constantemente en los últimos 50 años.
| Gráfica de evolución demográfica de Itoigawa entre 1940 y 2015 |
|                                                                |
| Oficina de Estadísticas de Japón                               |